# Krzysztof Kłosek
Krzysztof Kłosek (ur. 16 lipca 1978 w Świętochłowicach) – polski muzyk, kompozytor i wokalista, basista. Krzysztof Kłosek działalność artystyczną rozpoczął w 1999 roku w zespole Thorn.S, którego był współzałożycielem. W grupie występował do 2005 oraz ponownie w latach 2008-2010. Od 2003 roku współtworzy zespół Black From The Pit. Występował także w zespole blackmetalowym Darzamat. Od 2010 roku gra w thrashmetalowym zespole Horrorscope. Latem roku 2008, a następnie w latach 2009-2010 był tymczasowym basistą grupy Killjoy.

## Dyskografia
- Thorn.S - From the Inside (demo, 1999, wydanie własne)
- Thorn.S - Place Of No Return (demo, 2001, wydanie własne)
- Thorn.S - Promo MMIII (promo, 2003, wydanie własne)
- Black From The Pit - Doublecrow Soul (2004, Death Core Legion)
- Darzamat - Transkarpatia (2005, Metal Mind Productions, MVD)
- Darzamat - Live Profanity (Visiting the Graves of Heretic) (DVD, 2007,  Metal Mind Productions, MVD)
- Horrorscope - DeliciousHell (2011, Miceli Records / 2014, Defense Records)
- Horrorscope - Altered Worlds Practice (2017, Defense Records)